# ذا بايبل
ذا بايبل (بالإنجليزية: The Bible) هو مسلسل تلفزيوني قصير مبني على الكتاب المقدس من إنتاج روما داوني وزوجها مارك بورنيت، عرض المسلسل بشكل أسبوعي من 3 مارس إلى 31 مارس 2013 ثم تبعه فيلم ابن الرب الذي تم إنتاجه في سنة 2014، وفي أبريل 2015 تم إنتاج جزء ثاني للمسلسل بعنوان ذا بايبل كونتينيوس وقد عرض على قناة إن بي سي.

## البطولة
- ديوغو مورغادو بدور المسيح
- داروين شو بدور بطرس
- بول برايتويل بدور ملخس
- روما داوني بدور مريم العذراء
- ليلى ميماك مريم العذراء وهي صغيرة
- غريغ هيكس بدور بيلاطس البنطي
- سباستيان ناب بدور يوحنا
- أمبير روز ريفا بدور مريم المجدلية
- أدريان شيلر بدور قيافا
- ماثيو غرافيل بدور توما
- لويز ديلامير بدور كلوديا زوجة بيلاطس
- أندرو بروك بدور أنطونيوس فيلكس
- سيمون كونز بدور نيقوديموس
- جو ريدن بدور يهوذا الإسخريوطي
- مايكل ليج بدور إسطيفانوس
- بول فريمان بدور صموئيل
- ويل هوستن بدور موسى
- جو فورت بدور موسى وهو صغير
- ميليا كرايلنغ بدور بثشبع
- ظافر العابدين بدور أوريا الحيثي
- فرنسيس ماجي بدور شاول
- كون أونيل بدور بولص الرسول
- جو كون بدور يوسف النجار
- ستيفاني ليونيداس بدور راحاب
- محمد مهدي عوزاني بدور الشيطان
- غاري أوليفر بدور إبراهيم
- جوزفين بوتلر بدور سارة
- أندرو سكاربورو بدور يشوع
- شون نوب بدور يشوع الشاب
- كلايف وود بدور ناثان
- هارا يناس بدور ميكال
- لانغلي كيركوود بدور داود
- جاسا ألواليا بدور داود وهو صغير
- إيدي إلكس بدور جبرائيل
- نونسو أنوزي بدور شمشون
- جيك كانوسو بدور دانيال
- سام دوغلاس بدور هيرودس الكبير
- جيرالد كيد بدور كورش الكبير
- بيتر غينيس بدور نبوخذ نصر الثاني
- كريستيان سوليمينو بدور يوناثان
- لوري كالفرت بدور يوناثان وهو صغير
- بول نوبس بدور أدم
- دارسي لنكولن بدور حواء
- هوغو روسي بدور إسحاق
- كونان ستيفنس بدور جليات
- شارون دنكن بروستر بدور زوجة منوح
- كيرستون وورينغ بدور دليلة
- ديفيد رينتول بدور نوح
- أهارون إيبالي بدور الفرعون
- ستيوارت سكودامور بدور رمسيس الثاني
- شون تيل بدور رمسيس وهو صغير
- شيفاني غاي بدور بيثيه
- لويس هليير هارون
- جوانا فوستر بدور مريم (أخت موسى)
- ثريا رادفورد بدور هاجر
- أنطونيو ماغرو بدور لوط
- ريتشل إدواردس بدور زوجة لوط
- رعد الراوي بدور إرميا
- ديفيد فريدمان بدور لعازر المكابي
- جين ماسكال بدور بعشا

## الحلقات
- الحلقة الأولى: التكوين
- الحلقة الثانية: الخروج
- الحلقة الثالثة: الوطن
- الحلقة الرابعة: المملكة
- الحلقة الخامسة: الإنقاذ
- الحلقة السادسة: الأمل
- الحلقة السابعة: المهمة
- الحلقة الثامنة: الخيانة
- الحلقة التاسعة: الألام
- الحلقة العاشرة: الشجاعة

## القنوات
نقل المسلسل على قنوات مختلفة وفقاً للبلد:
- الولايات المتحدة قناة التاريخ التلفزيونية، تيليموندو
- كندا قناة التاريخ التلفزيونية
- إسبانيا أنيتنا 3
- فنلندا ألفا
- كولومبيا كوراكول
- تشيلي كانال 13
- البرتغال سوسيداد إنديبيندنت دي كومونيكاكاو
- اليونان أي إن تي 1
- قبرص أي إن تي 1
- المملكة المتحدة القناة الخامسة
- أستراليا ناين نيتوورك
- البرازيل ريكورد تي في
- بولندا بولسات
- هونغ كونغ تي في بيرل
- كينيا شبكة كينيا التلفزيونية
- فرنسا باريس بريميير
- جمهورية أيرلندا تي في 3
- سلوفاكيا سلوفنسكا تيليفيزا
- روسيا تي في 3
- إيطاليا ريتي 4
- المكسيك القناة الخامسة (تيلفيزا)
- كوستاريكا تيليتيكا كانال 7
- الفلبين أي بي إس-سي بي إن
- بيرو تلفزيون أمريكا
- هولندا إيفانجيليش أوميروب
- ألمانيا فوكس
- الإكوادور إيكوافيسا
- لبنان المؤسسة اللبنانية للإرسال

## روابط خارجية
- ذا بايبل على موقع IMDb (الإنجليزية)
- ذا بايبل على موقع ميتاكريتيك (الإنجليزية)
- ذا بايبل على موقع روتن توميتوز (الإنجليزية)
- ذا بايبل على موقع نتفليكس (الإنجليزية)
- ذا بايبل على موقع فيلمافينيتي (الإسبانية)
- ذا بايبل على موقع ليتربوكسد (الإنجليزية)
- ذا بايبل على موقع ألو سيني (الفرنسية)
- ذا بايبل على موقع قاعدة بيانات الفيلم (الإنجليزية)
- ذا بايبل على موقع أول موفي (الإنجليزية)